# Sphaeroidinellidae
Sphaeroidinellidae es una familia de foraminíferos planctónicos de la superfamilia Globigerinoidea, del suborden Globigerinina y del orden Globigerinida.  Su rango cronoestratigráfico abarca desde el Burdigaliense (Mioceno inferior) hasta la Actualidad.

## Discusión
Clasificaciones previas incluían los taxones de Sphaeroidinellidae en la familia Globigerinidae.

## Clasificación
Sphaeroidinellidae incluye a los siguientes géneros:
- Subfamilia Sphaeroidinellinae
  - Prosphaeroidinella
  - Sphaeroidinella
  - Sphaeroidinellopsis